# Pleopeltis tweediana
Pleopeltis tweediana är en stensöteväxtart som först beskrevs av William Jackson Hooker, och fick sitt nu gällande namn av Alan Reid Smith. Pleopeltis tweediana ingår i släktet Pleopeltis och familjen Polypodiaceae. Inga underarter finns listade.